# Juliamyia
Juliamyia is een geslacht van vogels uit de familie kolibries (Trochilidae).

## Soorten
Het geslacht kent de volgende soorten.
- Juliamyia julie (Paarsbuikkolibrie)